# Leigh Van Valen
Leigh Maiorana Van Valen (Albany, 12 agosto 1935 – Chicago, 16 ottobre 2010) è stato un biologo statunitense.
Professore emerito all'Università di Chicago, è noto per aver sviluppato la teoria evoluzionistica nota come ipotesi della Regina Rossa.

## Biografia
Insieme a numerosi altri lavori, Van Valen propose una legge sull'estinzione basata sull'apparentemente costante probabilità di estinguersi in famiglie di organismi correlati. Per farè ciò utilizzò i dati sui fossili presenti in letteratura scientifica, che gli permisero una valutazione su decine di migliaia di generi e l'ideazione, nel 1973, dell'ipotesi della Regina Rossa per spiegare legge proposta. Tale ipotesi sostiene che vi sia una continua corsa agli armamenti tra specie che stanno evolvendo insieme. Il nome fu ispirato dalla gara della Regina Rossa, presente nel libro di Lewis Carroll Attraverso lo specchio e quel che Alice vi trovò, dove le mosse effettuate sulla scacchiera sono tali che Alice deve continuare a correre solo per rimanere nello stesso posto.
Morì a 76 anni di polmonite dopo un ricovero durato tre mesi per il trattamento di una leucemia.